# Diecezja Nuevo Laredo
Diecezja Nuevo Laredo (łac. Dioecesis Novolaredensis) – diecezja Kościoła rzymskokatolickiego w Meksyku, sufragania archidiecezji Monterrey.

## Historia
6 listopada 1989 roku papież Jan Paweł II konstytucją apostolską Quo facilius erygował diecezję Nuevo Laredo. Dotychczas wierni z tych terenów należeli do archidiecezji Monterrey i diecezji Matamoros.

## Ordynariusze
- Ricardo Watty Urquidi, MSpS (1989 – 2008)
- Gustavo Rodríguez Vega (2008 – 2015)
- Enrique Sánchez Martínez (2015 – 2023)